# Ajukaszewo
Ajukaszewo (ros. Аюкашево) – wieś (dieriewnia) w Rosji, w Baszkortostanie, w rejonie diurtulińskim. W 2010 liczyła 200 mieszkańców.